# Alison Bruce

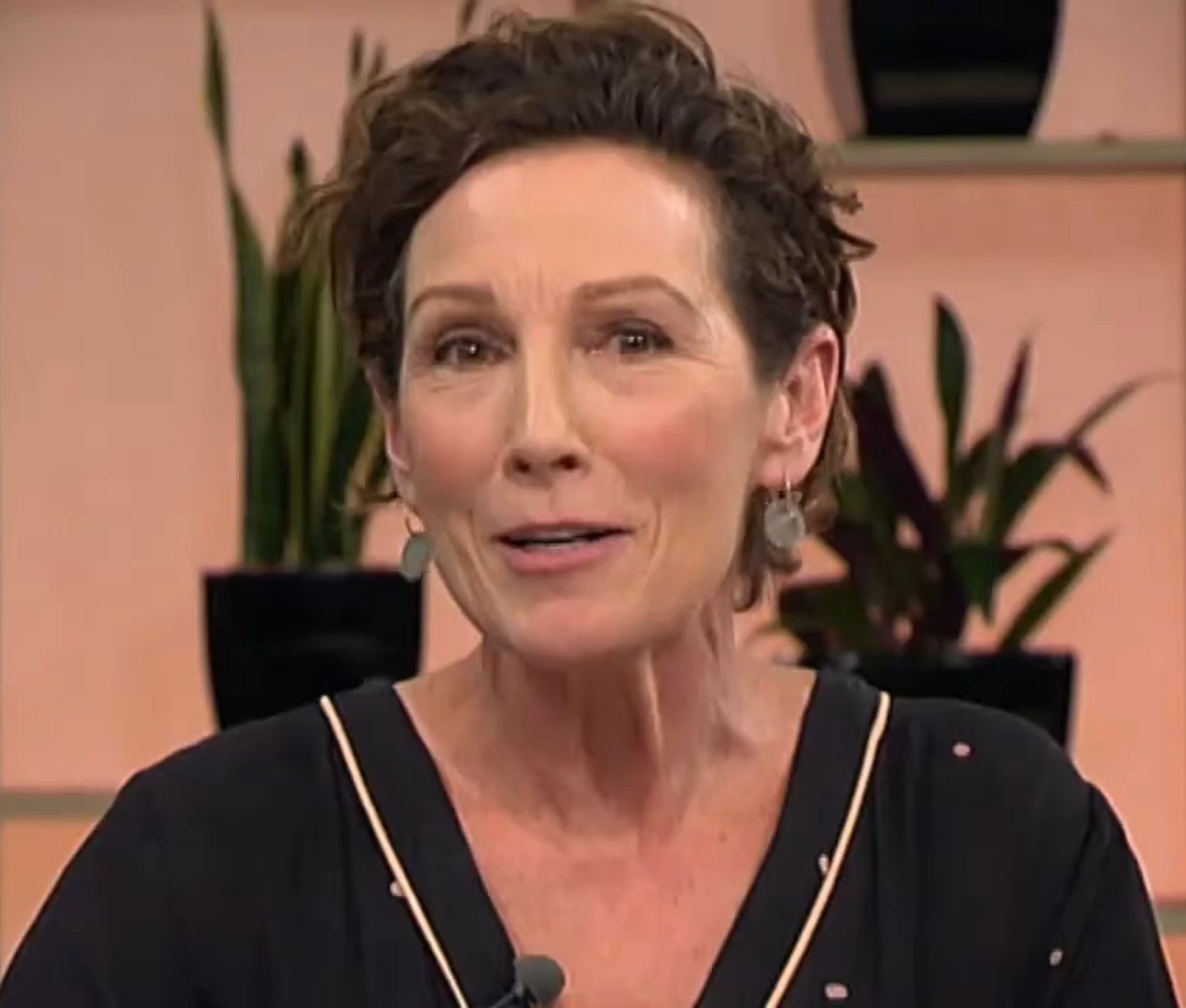
Alison Bruce, 2018

Alison Bruce (* 1962 in Tansania) ist eine neuseeländische Schauspielerin.

## Leben
Bruce wurde in Tansania als Tochter eines schottischen Vaters und einer englischen Mutter geboren. Ihre Familie zog nach Neuseeland, als Alison acht Jahre alt war. Anfang der 80er Jahre absolvierte sie eine Schauspielerausbildung in Auckland und begann ihre Karriere als Bühnendarstellerin. Auf der Theaterbühne war sie unter anderem in Hamlet als Ophelia und in Cyrano de Bergerac als Roxanne zu sehen.
Alison Bruce spielte ihre ersten Fernsehrollen Mitte der 1980er-Jahre, seitdem spielte sie dort mehr als 30 verschiedene Rollen. In der neuseeländischen Serie Being Eve verkörperte sie die gestresste Mutter der Hauptfigur, in der Arztserie Mercy Peak eine der Krankenschwestern. Für letztere Rolle gewann Bruce einen neuseeländische Fernseh-Award als Beste Nebendarstellerin. Daneben war Bruce auch in den Fantasyserien Hercules und Xena – Die Kriegerprinzessin in einer ganzen Reihe verschiedener Rollen zu sehen, unter anderem die der Amazonenkönigin Melosa. Seit 2019 spielt sie eine Polizistin in der Krimiserie Auckland Detectives – Tödliche Bucht.
Zu den Kinofilmen, in denen Bruce mitwirkte, zählen unter anderem der Abenteuerfilm Mit Herz und Hand, in dem sie als Ärztin zu sehen war, und der Kurzfilm Mon Desir, der 1992 auf dem Cannes Film Festival Premiere hatte. Oftmals in streng und seriös wirkenden Rollen besetzt, spielte sie in dem Film Magik and Rose (2001) eine eher untypische Rolle als exzentrische Wahrsagerin. Unter Regie von Jane Campion spielte sie in den Filmdramen Ein Engel an meiner Tafel (1990) und The Power of the Dog (2021) sowie in der Serie Top of the Lake.

## Filmografie (Auswahl)
- 1986: Heroes (Fernsehserie, 1 Folge)
- 1987: Adventurer (Fernsehserie, 2 Folgen)
- 1990: Cydog – Die Superschnauze (User Friendly)
- 1990: Ein Engel an meiner Tafel (An Angle at My Table)
- 1990: Shark in the Park (Fernsehserie, Folge Fall from Grace)
- 1990: Star Runner (Fernsehfilm)
- 1991: Mon Desir (Kurzfilm)
- 1991: Old Scores (Fernsehfilm)
- 1991: Das Ende des goldenen Sommers (The End of the Golden Weather)
- 1992: Anschlag auf die Rainbow Warrior (The Rainbow Warrior, Fernsehfilm)
- 1992: Alex
- 1995: Hercules (Fernsehserie, Folge Gladiator)
- 1995–2000: Xena – Die Kriegerprinzessin (Xena: Warrior Princess; Fernsehserie, 3 Folgen)
- 1998: The Chosen (Fernsehfilm)
- 1998: City Life (Fernsehserie, 2 Folgen)
- 1998: Shortland Street (Fernseh-Seifenoper)
- 1998–1999: Der junge Herkules (Young Hercules; Fernsehserie, 6 Folgen)
- 1999: Willy Nilly (Kurzfilm)
- 2001: Magik and Rose
- 2001–2002: Mercy Peak (Fernsehserie, 32 Folgen)
- 2001–2002: Being Eve (Fernsehserie, 21 Folgen)
- 2003: Sylvia
- 2004: As Dreams Are Made On (Kurzfilm)
- 2004: Spooked
- 2005: Mit Herz und Hand (The World's Fastest Indian)
- 2005: Us (Kurzfilm)
- 2006: Perfect Creature
- 2006: Maddigan's Quest (Fernsehserie, Folge Witch Finder)
- 2007: Reckless Behavior: Caught on Tape (Fernsehserie)
- 2007: The Tattooist
- 2009: Life's a Riot (Fernsehfilm)
- 2010: Legend of the Seeker – Das Schwert der Wahrheit (Fernsehserie, 4 Folgen)
- 2010: This Is Not My Life (Fernsehserie, 9 Folgen)
- 2010: Die Tochter von Avalon (Avalon High, Fernsehfilm)
- 2011–2012: The Almighty Johnsons (Fernsehserie, 14 Folgen)
- 2013: Top of the Lake (Fernsehserie, 6 Folgen)
- 2014: The Kick (Fernsehfilm)
- 2016: Hillary (Fernsehserie, 5 Folgen)
- 2016: Dirty Laundry (Fernsehserie, 4 Folgen)
- 2017: Dear Murderer (Fernsehserie, 5 Folgen)
- 2018: Kiwi (Fernsehfilm)
- 2018: Brokenwood – Mord in Neuseeland (The Brokenwood Mysteries; Fernsehserie, Folge The Dark Angel)
- 2019–2020: Golden Boy (Fernsehserie, 18 Folgen)
- seit 2019: Auckland Detectives – Tödliche Bucht (The Gulf; Fernsehserie, 14 Folgen)
- 2020: The Wilds (Fernsehserie, 2 Folgen)
- seit 2020: One Lane Bridge (Fernsehserie)
- 2021: Mystic – Das Geheimnis von Kauri Point (Mystic; Fernsehserie, 2 Folgen)
- 2021: The Power of the Dog